# Festung Sudak

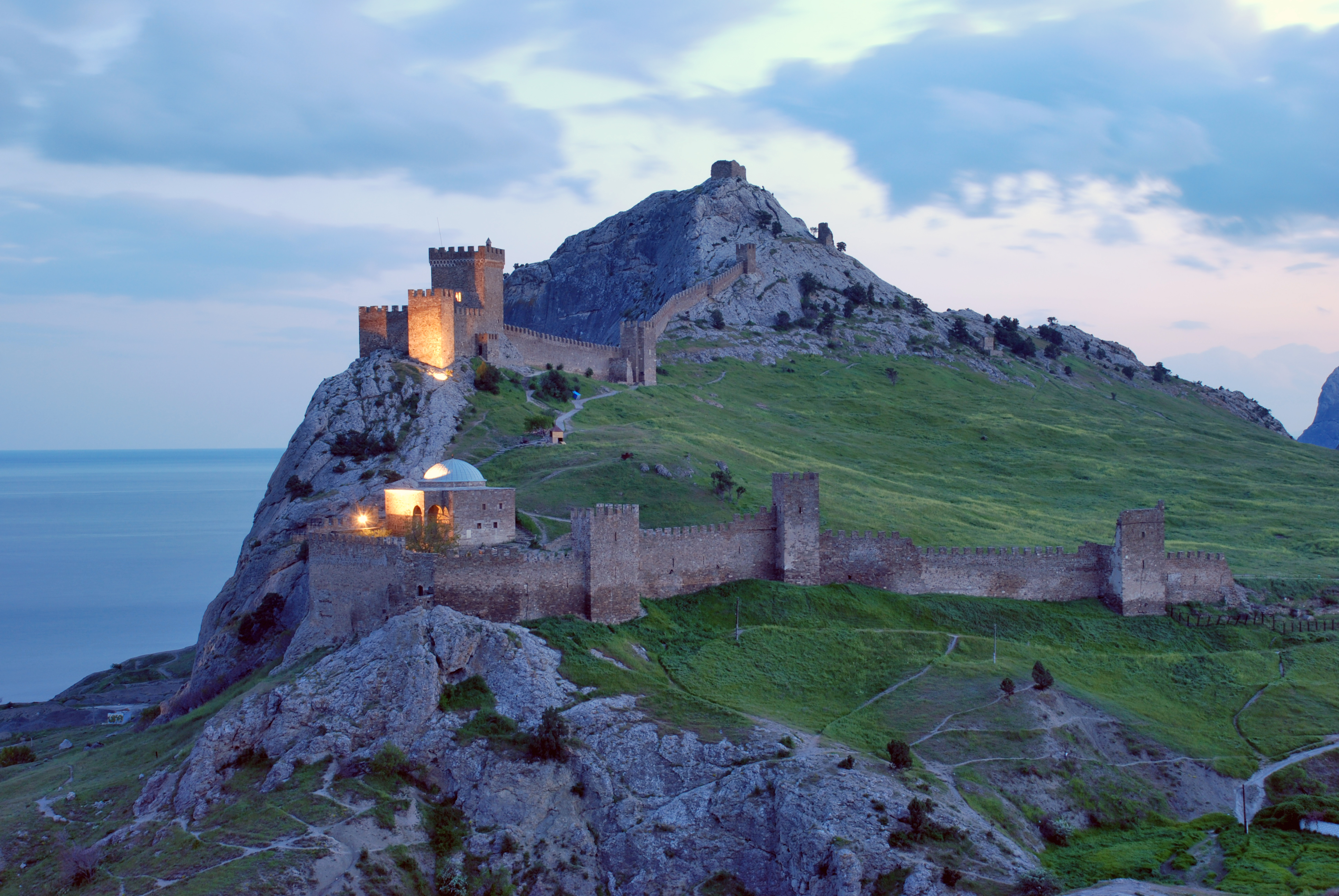
Festung Sudak (2008)

Die Festung Sudak (ukrainisch Судацька фортеця, krimtatarisch Sudaq qalesi) ist eine ehemalige genuesische Festung in Sudak auf der Krim.

## Geschichte
Die frühe Bauzeit der Festung geht auf die byzantinische Zeit zurück. Im 6. Jahrhundert wurde eine Festung errichtet, die 212 Jahre existierte und heute nicht mehr erhalten ist. Nachdem Sudak zum Zentrum der chasarischen Besitztümer auf der Krim wurde, wurden neue Steinbefestigungen im 9. und 10. Jahrhundert in der Unterstadt errichtet. Die Chasarenfestung in Sudak wurde in der zweiten Hälfte des 9. Jahrhunderts erbaut und enthielt eine Grabkammer.
1365 wurde Sudak von den Genuesen erobert. Sie begannen 1371 mit dem Bau einer neuen Festung unter Verwendung der alten byzantinischen Befestigungen am Nordhang des Hügels und schlossen ihn 1409 ab, wobei einige Bauarbeiten bis 1469 andauerten. Alle Bauwerke wurden von einheimischen Maurern aus lokal abgebautem Stein (grauer Kalkstein, Sandstein) auf Kalkmörtel unter Zugabe von Ziegelbruch und Keramik entsprechend den Regeln der Befestigungskunst im mittelalterlichen Westeuropa des 14. bis 15. Jahrhunderts errichtet. Die Befestigungen wurden zu einer Zeit zu Verteidigungs- und Angriffszwecken konzipiert, als Artillerie noch nicht weit verbreitet war.
1475 wurde die Festung vom Osmanischen Reich erobert. Sudak war die letzte unter den genuesischen Städten auf der Krim, die sich ergab. Der Legende nach schlossen sich etwa Tausend Verteidiger der Festung mit ihrem Konsul Christophore di Negro in einer Kirche ein. Die Türken zündeten das Gebäude an und alle darin befindlichen Personen verbrannten. Diese Legende wurde durch Ausgrabungen im Jahr 1928 bestätigt als in den Kirchenruinen zahlreiche verbrannte menschliche Skelette gefunden wurden. Nach der Einnahme durch die Türken wurde die Festung Sudak zu einem wichtigen strategischen Außenposten in der Verteidigung der Krim.
Nach der Eroberung durch das Russische Kaiserreich 1783 wurde in der Festung das Kirillowski-Regiment stationiert. Auf Befehl Grigori Potjomkins wurde ein Teil des Festungsmaterials zum Bau einer Kaserne für das Regiment verwendet. Im Jahr 1867 wurde die Festung von der Kaiserlichen Odessaer Gesellschaft für Geschichte und Altertümer unter Schutz gestellt, die in den Jahren 1889, 1894 bis 1895 und 1907 bis 1912 Reparatur- und Restaurierungsarbeiten durchführte. Dadurch blieben die meisten Verteidigungsstrukturen erhalten und wurden, mit Ausnahme von Restaurierungsarbeiten in der zweiten Hälfte des 20. Jahrhunderts, nicht rekonstruiert.
1928 wurde die Festung zum historischen Sapowednik erklärt. Im Jahr 1968 begannen unter der Leitung der Architektin Jewhenija Lopuschanska die wissenschaftliche Erforschung, Restaurierung und Musealisierung des Komplexes. Infolgedessen wurde die Festung Sudak zum führenden Touristenzentrum der Krim. Sie steht auf der staatlichen Liste des nationalen Kulturerbes der Ukraine.

## Merkmale

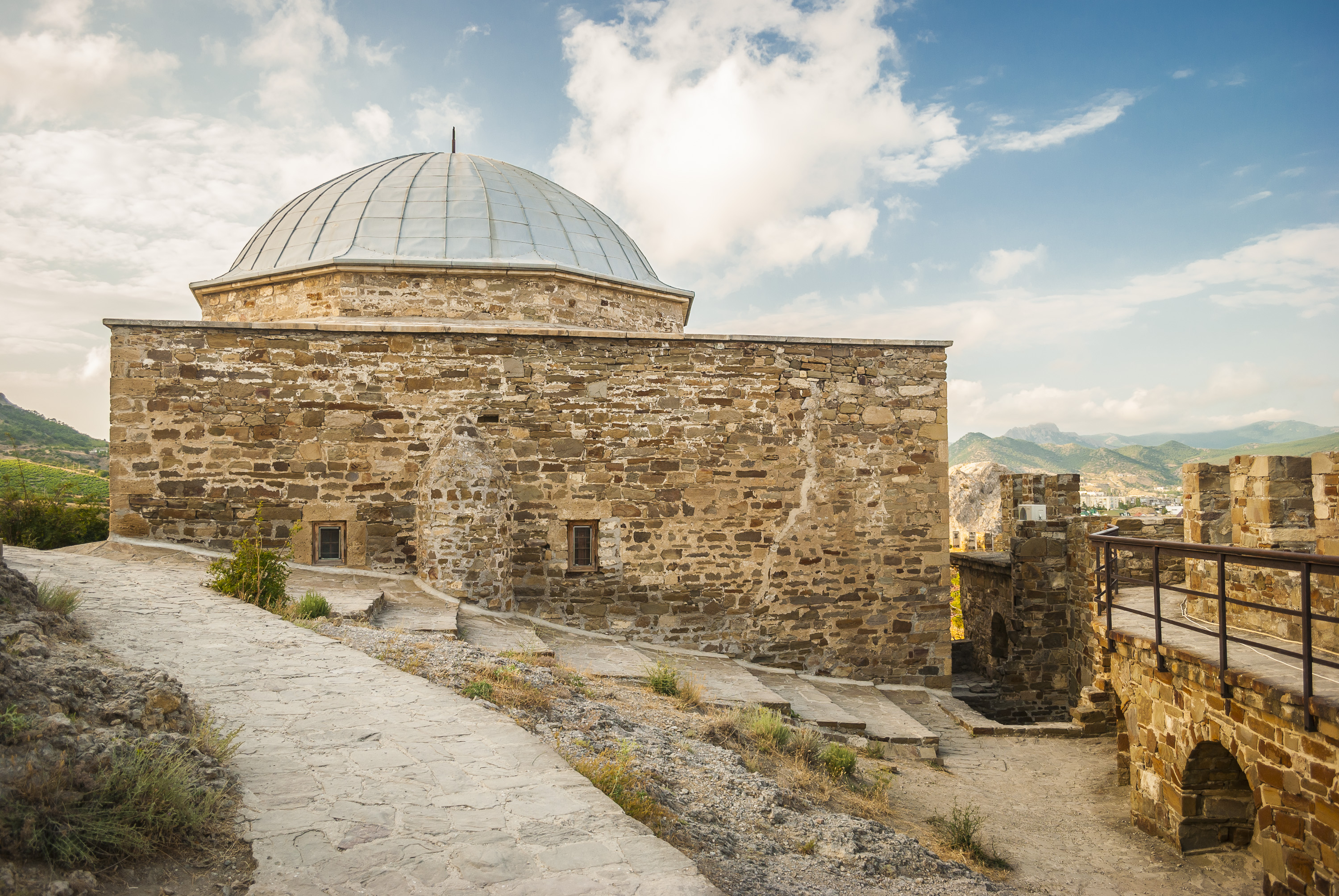
Moschee (2011)

Die Festung hat eine Fläche von 29,5 ha. Die Gesamtlänge der umgebenden Mauern betrug etwa 1000 m. Die Höhe der Türme erreichte 15 m, die Höhe der Mauern betrug 6 m und erreichte an einigen Stellen 8 m und die Mauerstärke betrug 1,5–2 m. Die Festung hatte zwei Verteidigungsebenen. Die untere bestand aus einer äußeren, massiven Mauer, die mit 14 Türmen verstärkt war und die obere, die Zitadelle, diente als Sitz der genuesischen Verwaltung und als letzte Verteidigungslinie für die Verteidiger.
Die untere Befestigungsebene ähnelt im Grundriss einem Dreieck und besteht aus Mauern, die mit vierzehn offenen und geschlossenen Wehrtürmen befestigt sind. Viele Türme sind nach genuesischen Konsuln benannt, die die Aufgaben des Festungskommandanten und des Schatzmeisters innehatten. Jeder von ihnen erbaute während seiner Herrschaft einen Turm oder einen Abschnitt der Festungsmauer, wie die in Steinplatten eingemeißelten lateinischen Inschriften belegen, die mit heraldischen Kompositionen mit den Wappen von Genua, Sudak und Kaffa verziert sind.
Innerhalb der Festung gibt es Straßen mit Wohnhäusern, religiösen und öffentlichen Gebäuden und Lagerhäusern. Eine Moschee ist erhalten, die 1222 erbaut wurde und vermutlich 1423 von den Genuesen als Saal für konsularische Empfänge eingerichtet wurde. Das Gebäude wurde mehrmals umgebaut und von seiner ursprünglichen Größe ist nur wenig erhalten geblieben. Sein Mihrāb und die Säulen mit geschnitzten Kapitelln stammen aus dem frühen 14. Jahrhundert und das Portal aus dem 16. Jahrhundert.
Zu den archäologischen Funden gehören Fragmente byzantinischer Keramik, die aufgrund ihrer technologischen Merkmale, ihrer Verzierungen und ihrer Qualität aus Konstantinopel stammen könnten. Unter der Festung wurden auch Schmuck und Keramik der Chasaren gefunden.